# Кутинг
Кутинг (фр. Cutting) насеље је и општина у североисточној Француској у региону Лорена, у департману Мозел која припада префектури Шато Сален.
По подацима из 2011. године у општини је живело 115 становника, а густина насељености је износила 20,46 становника/km². Општина се простире на површини од 5,62 km². Налази се на средњој надморској висини од 253 метара (максималној 256 m, а минималној 213 m).

## Демографија
| 1962. | 1968. | 1975. | 1982. | 1990. | 1999. | 2011. |
| ----- | ----- | ----- | ----- | ----- | ----- | ----- |
| 171   | 206   | 184   | 165   | 155   | 147   | 115   |

График промене броја становника у току последњих година